# Ernst Mendrzyk
Ernst Mendrzyk (* 15. November 1878 in Marggrabowa, Ostpreußen; † 6. Juni 1970 in Marktheidenfeld, Unterfranken) war ein deutscher Verwaltungsjurist.

## Leben
Als Sohn eines Amtsgerichtsrats besuchte Mendrzyk die Königliche Litthauische Provinzialschule. Als er 1899 das Abitur in Tilsit gemacht hatte, wollte er an der Albertus-Universität Königsberg Rechtswissenschaft studieren und im Corps Masovia aktiv werden. Da sein Vater eben das verhindern wollte, immatrikulierte sich Mendrzyk zum Sommersemester 1900 an der Schlesischen Friedrich-Wilhelms-Universität – und wurde im Corps Marcomannia Breslau aktiv, das ein befreundetes Verhältnis mit Masovia anstrebte. In „corpspolitischer Mission“ wechselte er als Inaktiver zum Wintersemester 1901/02 nach Königsberg, um als dritter seiner Familie (mit Rolf Grabower) doch noch Masure zu werden. Mit ihm kam das (kurzlebige) Vorstellungsverhältnis der beiden Corps zustande.
1903 bestand Mendrzyk das Referendarexamen in Königsberg, 1908 das Assessorexamen am Kammergericht. Er trat in die innere Verwaltung des Königreichs Preußen und wurde 1910 Regierungsassessor und 1916 (im Ersten Weltkrieg) Regierungsrat in Königsberg. Als Oberregierungsrat kam er nach Ratibor und Breslau. 1924, in der Weimarer Republik, war er beim Oberpräsidium der Provinz Ostpreußen wieder in Königsberg. Wenige Jahre später wurde er Regierungsvizepräsident des Regierungsbezirks Köslin. Nach dem Wahlsieg der Nationalsozialisten bei der Reichstagswahl März 1933 seines Amtes enthoben und in den einstweiligen Ruhestand versetzt, ließ er sich als Rechtsanwalt in Berlin-Schmargendorf nieder. Das Kriegsende verschlug ihn nach Berchtesgaden. Ab Oktober 1945 bestellte die amerikanische Militärregierung den 67-Jährigen zum Landrat des Landkreises Berchtesgaden, er wurde aber bereits wenige Wochen später von Leopold Schmitt in diesem Amt abgelöst. Bald nach Berlin zurückgekehrt, übersiedelte Mendrzyk 1962 schließlich auf seinen Alterssitz in Marktheidenfeld, wo er mit 91 Jahren starb.